# Подъём Бараташвили
Подъём Бараташвили (груз. ბარათაშვილის აღმართი) — улица в Тбилиси, в районе Авлабари, идёт от Площади Бараташвили до проспекта Кетеван Цамебули.
Важная транспортная магистраль Тбилиси

## История
Устроен в 1880-х годах на месте существовавшей и ранее дороги. Первоначальное название — Цициановский (в честь инициатора строительства улицы Парсавана Цицианова). Есть версии, что наименование связано с другим Цициановым, местным землевладельцем.
В советское время реконструирован и расширен. С 1923 года носил имя русского революционера Ивана Каляева (1877—1905).
Современное название, с 1960-х годов, в честь известного грузинского поэта Николая Бараташвили (1817—1845).

## Достопримечательности
- Памятник Николаю Бараташвили (1976, скульптор В. Цибадзе)[3]
- Церковь Нор Эчмиадзин
- К улице примыкает Парк Рике.